# الدوري التشيلي لكرة القدم 1933
الدوري التشيلي لكرة القدم 1933 (بالإسبانية: Primera División de Chile 1933)‏ هو الموسم 1 من الدوري التشيلي لكرة القدم. أقيم خلال الفترة 1933 وحتى 5 نوفمبر 1933، وكان عدد الأندية المشاركة فيه 8، وفاز فيه ديبورتيس ماجالانز.